# Edificio Atalaya

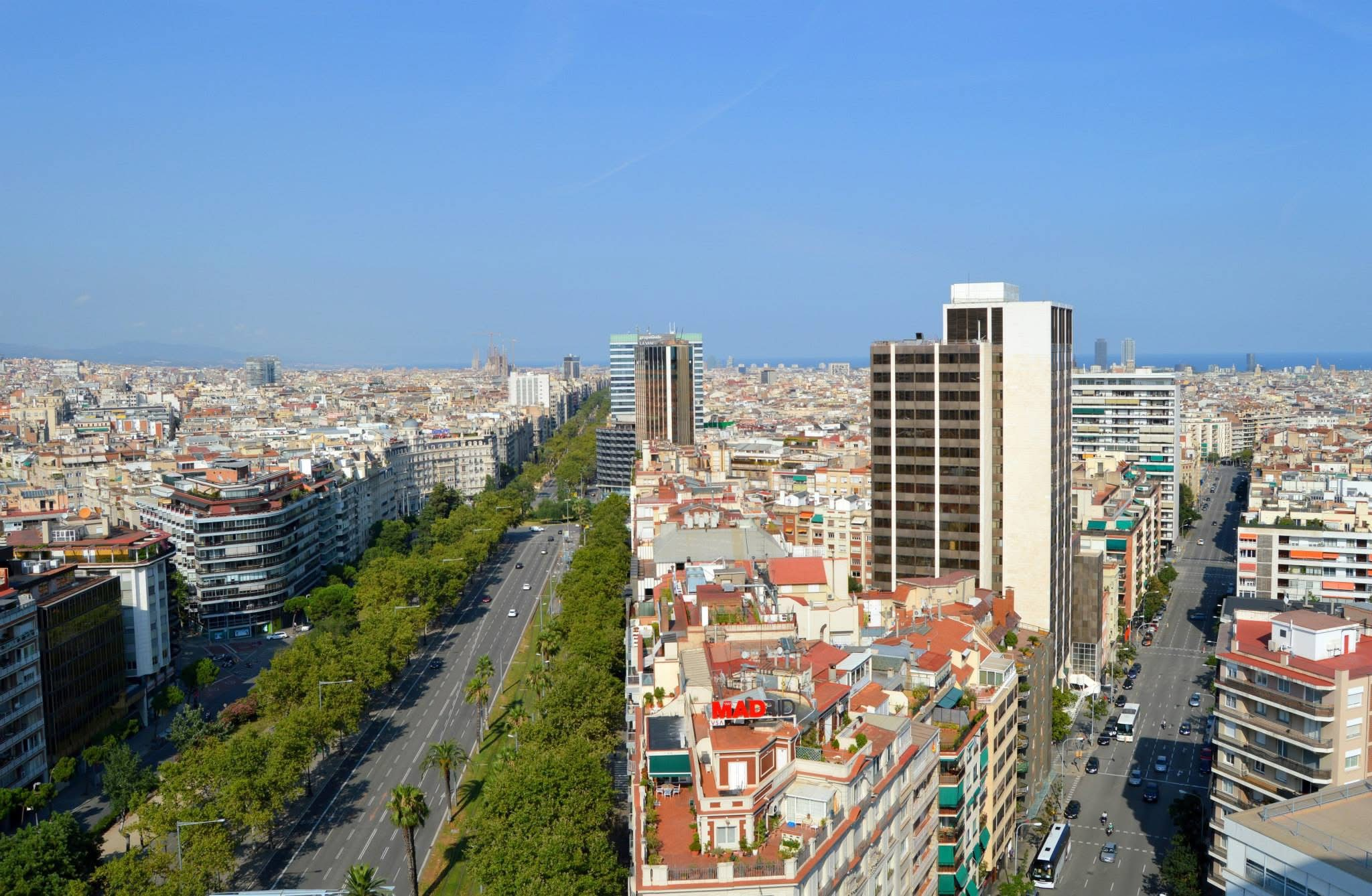
Vista panorámica de la ciudad de Barcelona desde la planta decimonovena o vigésima del Edificio Atalaya.

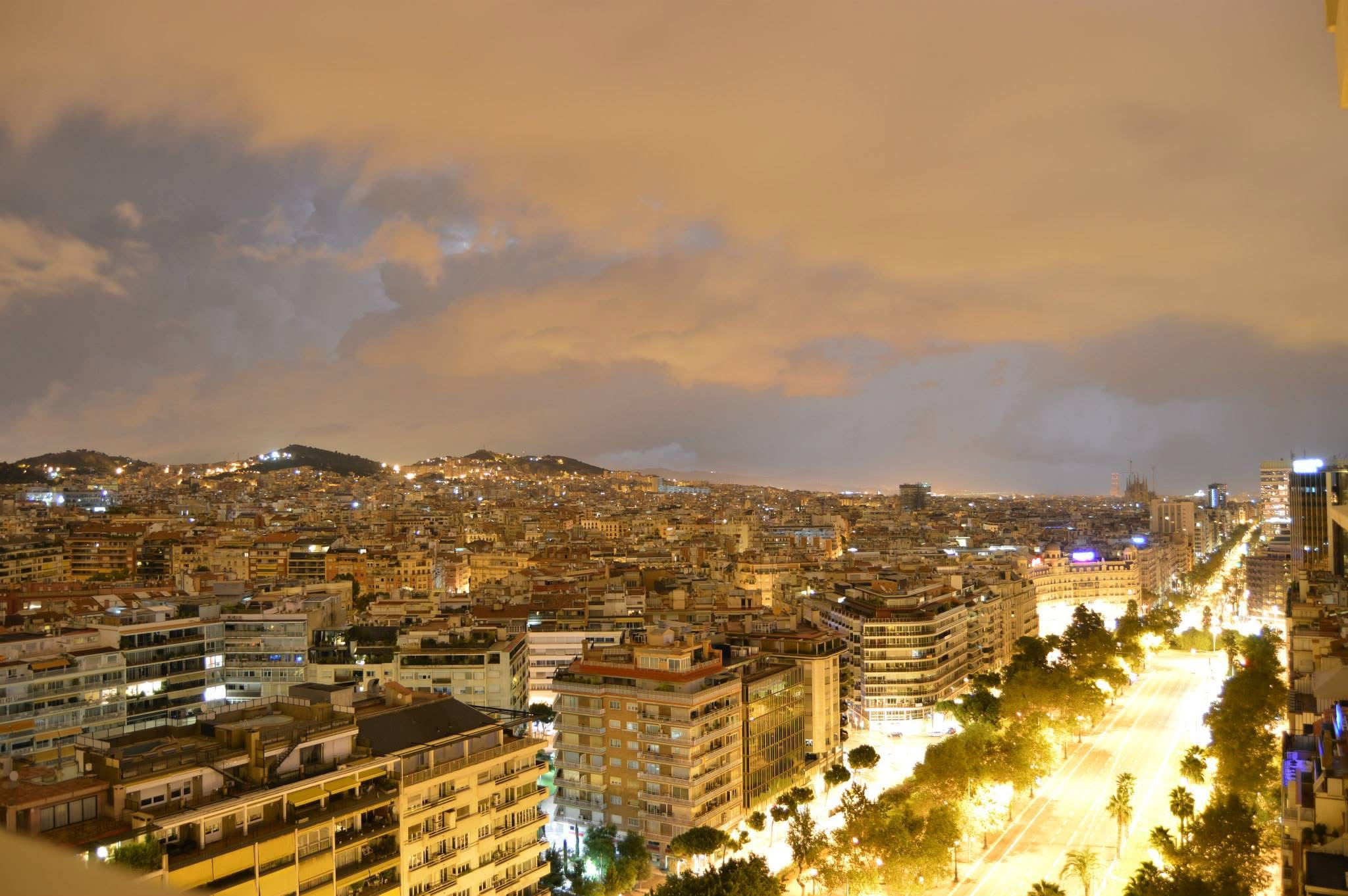
Anochece en Barcelona - vista panorámica de la ciudad desde la planta decimonovena o vigésima del Edificio Atalaya.

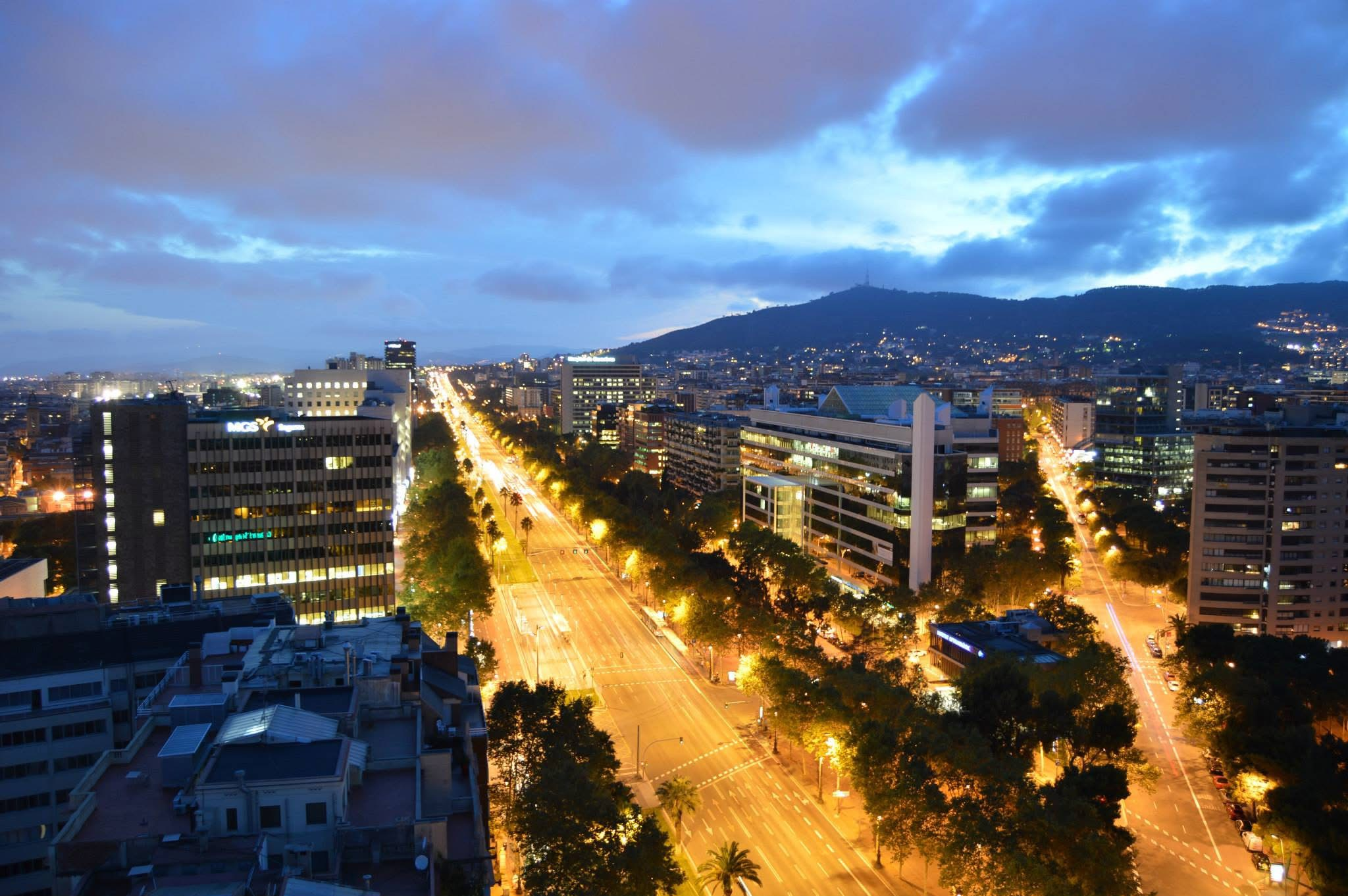
Anochece en Barcelona - vista panorámica de la ciudad desde la planta decimonovena o vigésima del Edificio Atalaya.

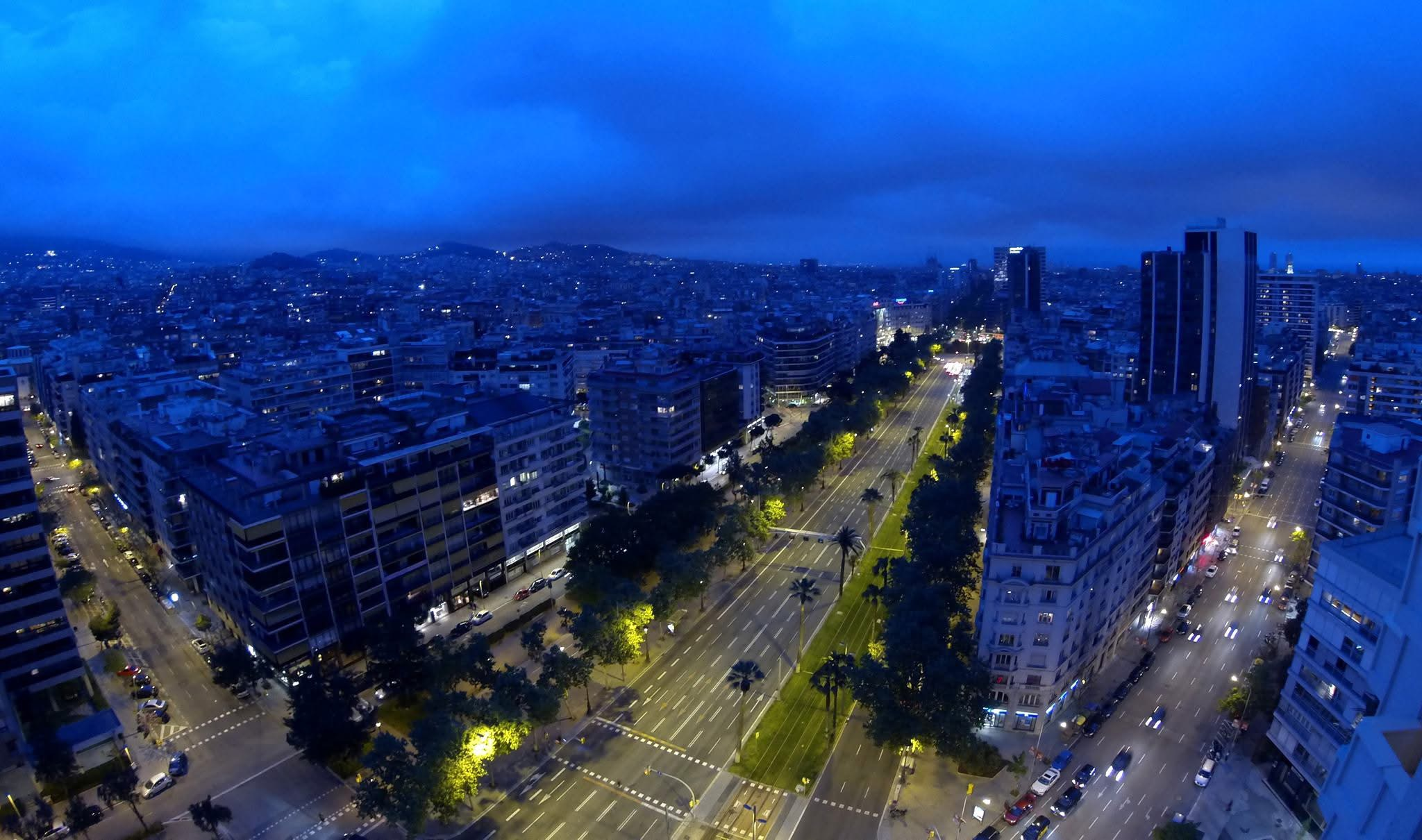
Anochece en Barcelona - vista panorámica de la ciudad desde la planta decimonovena o vigésima del Edificio Atalaya.

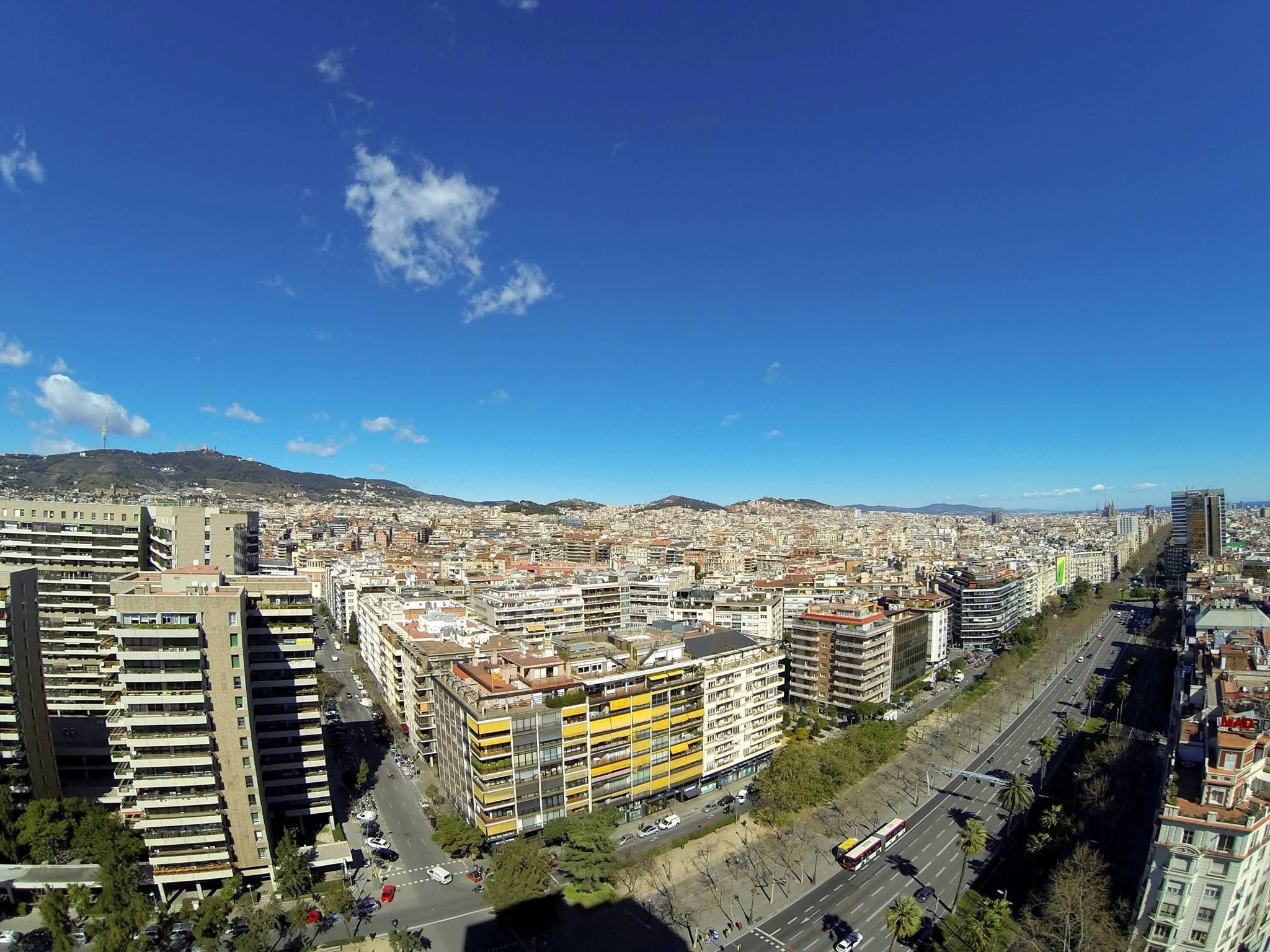
Fantástica vista panorámica de la ciudad de Barcelona desde la planta decimonovena o vigésima del Edificio Atalaya.

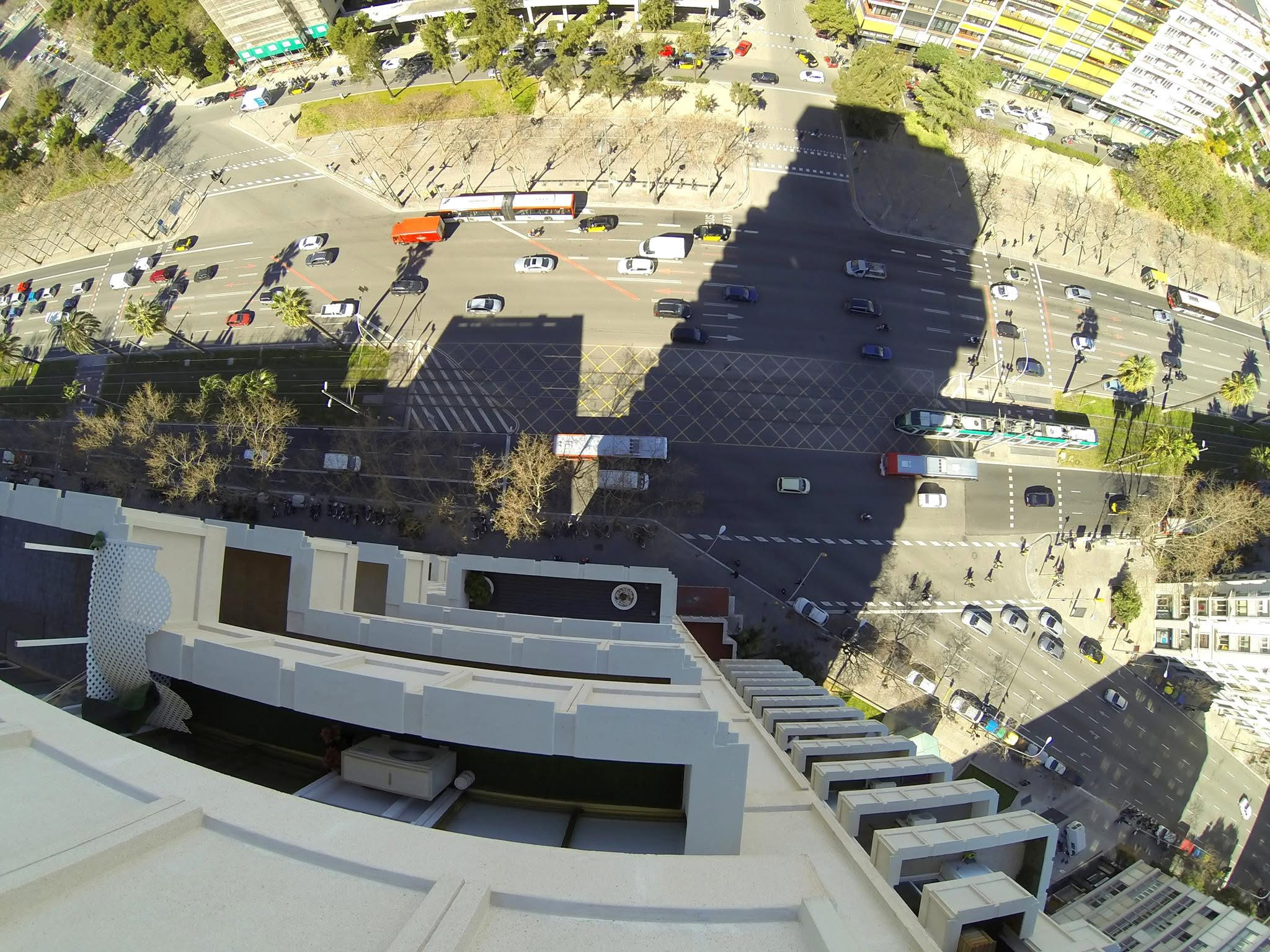
Verticalidad desde la planta decimonovena o vigésima del Edificio Atalaya.

El Edificio Atalaya es un edificio residencial de lujo situado en Barcelona, concretamente en la exclusiva confluencia entre las Avenidas Diagonal y de Sarrià. Está incluido en el Inventario del Patrimonio Arquitectónico Catalán. Fue construido entre 1966 y 1971 y ganó el premio FAD en 1973.

## Descripción
Este Edificio singular, situado en el cruce de Avenida Diagonal con Avenida de Sarrià, consta de cuatro plantas de sótanos y veintiuna de apartamentos que adoptan la forma de cruz gamada con el fin de conseguir la máxima independencia de vistas de unos con respecto a otros, aparte de otras consideraciones estéticas y volumétricas. La estructura es de hormigón armado con forjados planos, sin vigas, y los cerramientos, modulares, de piezas prefabricadas de piedra artificial. Los arquitectos pretendieron el doble efecto de un rascacielos humano, que se aprecia ponderado y equilibrado, tanto si se mira desde lejos como si se contempla desde cerca.
A partir de la planta 16, los arquitectos plantearon un cambio y se pasó de ocho a cuatro viviendas por planta, generando un nuevo orden en el reparto de las alturas. Además, en el perímetro de todas las plantas, se creó un módulo de 1x1 metro para evitar que las terrazas tuvieran una continuidad en línea recta. En su azotea se encuentra actualmente una empresa privada y en su fachada se marca una especie de cornisa alrededor de todo el edificio que rompe con la verticalidad del bloque.
La forma de la planta y la distribución y el color de la fachada son características que acentúan su verticalidad a pesar de la anchura del Edificio.